# 韦尔代斯
韦尔代斯（法語：Verdèse，法語發音：[vɛʁdɛz]；意大利语）是法国上科西嘉省的一个市镇，属于科尔泰区。

## 地理
韦尔代斯（42°23'30"N, 9°21'53"E）面积1.02 平方千米，位于法国上科西嘉省，该省份位于科西嘉北部，后者为地中海西部的一座岛屿，也是法国的一个单一领土集体，位于法国大陆部分的东南面，意大利半島的西面，最临近的地块是撒丁岛。
与韦尔代斯接壤的市镇（或旧市镇、城区）包括：诺卡里奥。

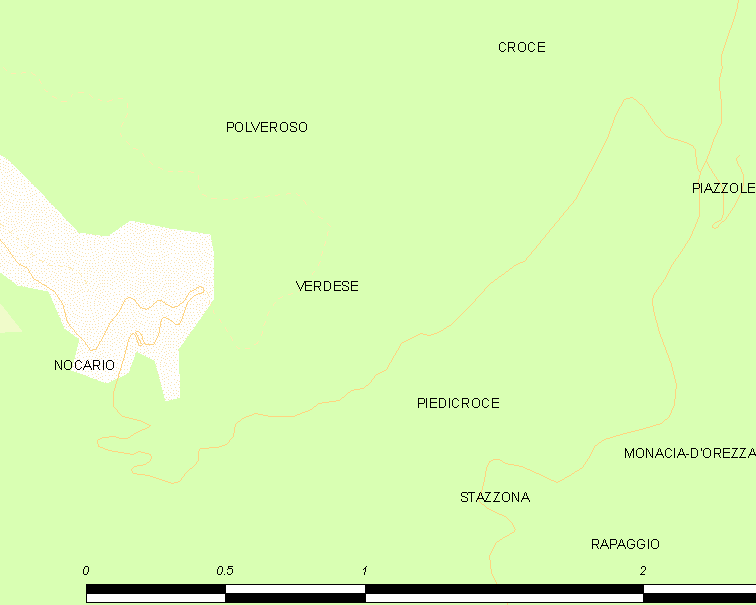
韦尔代斯的OSM定位图

韦尔代斯的时区为UTC+01:00、UTC+02:00（夏令时）。

## 行政
韦尔代斯的邮政编码为20229，INSEE市镇编码为2B344。

## 政治
韦尔代斯所属的省级选区为卡斯塔尼恰县。

## 人口

1962-2008年间韦尔代斯人口变化图示

韦尔代斯于2022年1月1日时的人口数量为43人。